# Историја Совјетског Савеза (1982—1991)
Историја Совјетског Савеза од 1982. до 1991. обухвата период од смрти совјетског лидера Леонида Брежњева до распада Совјетског Савеза . Због година совјетске војне изградње на рачун домаћег развоја и сложених системских проблема у командној економији, совјетска производња је стагнирала. Неуспели покушаји реформи, застој економије и успех опуномоћеника Сједињених Држава против снага Совјетског Савеза у рату у Авганистану довели су до општег осећања незадовољства, посебно у балтичким земљама које је окупирао Совјетски Савез и у источној Европи.
Веће политичке и друштвене слободе, које је успоставио последњи совјетски лидер Михаил Горбачов, створиле су атмосферу отворене критике комунистичког режима, али и перестројке . Драматични пад цене нафте 1985. и 1986. године дубоко је утицао на поступке совјетског руководства.
Николај Тихонов, председавајућег Савета министара, наследио је Николај Рижков, а Василија Кузњецова, вршиоца дужности председника Президијума Врховног совјета, наследио је Андреј Громико, бивши министар спољних послова.
Неколико република је почело да пружа отпор централној контроли, а све већа демократизација довела је до слабљења централне власти. Совјетски Савез се коначно распао 1991. године када је Борис Јељцин преузео власт након неуспелог пуча који је покушао да свргне реформски оријентисаног Горбачова.

## Транзиција руковођења
До 1982. стагнација совјетске економије је била очигледна, о чему сведочи чињеница да је Совјетски Савез увозио жито из САД током 1970-их, али је систем био тако чврсто укорењен да је било каква стварна промена изгледала немогуће. Огромна стопа потрошње на одбрану прогутала је велики део привреде. Транзициони период који је раздвојио ере Брежњева и Горбачова много је више личио на прву него на другу, иако су се наговештаји реформи појавили још 1983. године.

### Андропов интерегнум
Брежњев је умро 10. новембра 1982. Након дводневне борбе за власт, нови генерални секретар постао је Јуриј Андропов. Пробио се на власт како преко својих веза са КГБ-ом, тако и добијањем подршке војске обећавајући да неће смањити трошкове за одбрану. Поређења ради, неки од његових ривала, као што је Константин Черненко, били су скептични у погледу и даље високог војног буџета. Са 68 година, Андропов је био најстарија особа икада именована за генералног секретара. Андропов је започео темељно чишћење у целој партијској и државној бирократији, а одлука је била олакшана чињеницом да је Централни комитет имао просечну старост од 69 година. Заменио је више од једне петине совјетских министара и регионалних партијских првих секретара и више од једне трећине шефова одељења унутар апарата Централног комитета. Као резултат тога, заменио је остарјело руководство млађим, енергичнијим администраторима. Али способност Андропова да преобликује највише руководство била је ограничена његовим сопственим годинама и лошим здрављем и утицајем његовог ривала (и дугогодишњег Брежњевовог савезника) Константина Черненка, који је претходно надгледао кадровска питања у Централном комитету.
Транзиција власти са Брежњева на Андропова била је посебно прва у совјетској историји која се догодила потпуно мирно, без затварања, убиства или присиљавања са функције.

#### Домаће политике
Андроповова унутрашња политика је у великој мери нагињала ка успостављању дисциплине и реда у совјетском друштву. Избегавао је радикалне политичке и економске реформе, промовишући уместо тога мали степен искрености у политици и благе економске експерименте сличне онима који су били повезани са иницијативама покојног премијера Алексеја Косигина средином 1960-их. У тандему са таквим економским експериментима, Андропов је покренуо антикорупцијску акцију која је допрла високо до владиних и партијских редова. За разлику од Брежњева, који је поседовао неколико вила и флоту луксузних аутомобила, живео је сасвим скромно. Током посете Будимпешти почетком 1983. године, он је изразио интересовање за мађарски гулаш комунизам и да сама величина совјетске економије чини строго планирање одозго надоле непрактичним. Промене су биле потребне у журби јер је 1982. била сведок најгорих економских перформанси земље, са реалним растом БДП-а од скоро нула процената.

#### Спољна политика
Андропов се суочио са низом спољнополитичких криза: безнадежном ситуацијом совјетске војске у Авганистану, претњом побуном у Пољској, растућим анимозитетом према Кини, претњом поларизације рата на Блиском истоку и спољнополитичким проблемима у Етиопији и Јужној Африци. Најкритичнија претња био је „Други хладни рат“ који је покренуо амерички председник Роналд Реган и конкретан напад на повлачење онога што је он осудио као „ Империју зла“. Реган је користио америчку економску моћ и совјетску економску слабост да ескалира огромну потрошњу на Хладни рат, наглашавајући високу технологију која је недостајала Москви. Главни одговор је био подизање војног буџета на 70 одсто националног буџета и снабдевање милијарде долара војне помоћи Сирији, Ираку, Либији, Јужном Јемену, ПЛО, Куби и Северној Кореји. То је укључивало тенкове и оклопне транспортере, стотине борбених авиона, као и противваздушне системе, артиљеријске системе и све врсте високотехнолошке опреме за коју је СССР био главни снабдевач својим савезницима. Главни циљ Андропова је био да избегне отворени рат.
У спољној политици, сукоб у Авганистану се наставио иако је Андропов — који је сада сматрао да је инвазија била грешка — половично истраживао опције за повлачење путем преговора. Андропову владавину обележило је и погоршање односа са Сједињеним Америчким Државама. Током „шетње шумом“ са совјетским достојанствеником Јулијем Квицинскијем, амерички дипломата Пол Нице предложио је компромис за смањење нуклеарних пројектила у Европи са обе стране који је на крају игнорисао Политбиро. Квицински ће касније писати да, упркос његовим сопственим напорима, совјетско руководство није било заинтересовано за компромис, уместо тога рачунајући да ће мировни покрети на Западу приморати Американце на капитулацију. Дана 8. марта 1983. године, током Андроповове владавине као генералног секретара, амерички председник Роналд Реган је назвао Совјетски Савез „империјом зла“. Истог месеца, 23. марта, Реган је најавио Стратешку одбрамбену иницијативу. Реган је тврдио да би овај истраживачки програм о одбрани од балистичких пројектила био „у складу са нашим обавезама из АБМ споразума“. Међутим, Андропов је одбацио ову тврдњу и рекао да је „Време је да [Вашингтон] престану... да траже најбоље начине за покретање нуклеарног рата. Ангажовање у овоме није само неодговорно. То је сулудо“.
У августу 1983. Андропов је објавио да земља обуставља све радове на свемирском оружју. У међувремену, Совјетски Савез је суспендовао совјетско-америчке преговоре о контроли наоружања о нуклеарном оружју средњег домета у Европи у новембру 1983. и до краја године, Совјети су прекинули све преговоре о контроли наоружања. Огроман лош публицитет широм света дошао је када су совјетски ловци оборили цивилни млазни авион, Лет 007 Коријан ерлајнса, који је превозио 269 путника и чланова посаде. Залутао је изнад Совјетског Савеза 1. септембра 1983. на својој редовној рути од Енкориџа, Аљаска, до Сеула, Јужна Кореја. Совјетски систем је био неспреман да се носи са цивилним авионом, а обарање је било питање извршавања наређења без сумње. Уместо да признају несрећу, совјетски медији су прогласили храбру одлуку да се суоче са западњачком провокацијом. Заједно са својим ниским кредибилним објашњењем 1986. о квару нуклеарног реактора у Чернобиљу, ова епизода је показала неспособност да се носи са кризама у односима с јавношћу; пропагандни систем је био усмерен само на људе који су већ били верни пријатељи Совјетског Савеза. Обе кризе су ескалирали технолошким и организационим неуспесима, праћеним људским грешкама.
Односи између САД и Совјетског Савеза су се брзо погоршали, посебно након марта 1983. године, када је Реган назвао Совјетски Савез „ империјом зла “. Званична новинска агенција ТАСС оптужила је Регана да „размишља само у терминима конфронтације и ратоборног, лудог антикомунизма“. Даљњи совјетски гнев био је усмерен на Реганово постављање нуклеарних пројектила средњег домета у западној Европи. У Авганистану, Анголи, Никарагви и другде, према Регановој доктрини, САД су почеле да поткопавају владе које подржава Совјетски Савез снабдевајући оружјем антикомунистичке покрете отпора у овим земљама.
Одлука председника Регана да распореди ракете средњег домета Першинг II у западној Европи наишла је на масовне протесте у земљама као што су Француска и Западна Немачка, који понекад броје милион људи у исто време. Многи Европљани су постали убеђени да су САД, а не Совјетски Савез агресивнија земља, и постојао је страх од могућности рата, посебно зато што је у Европи било широко распрострањено уверење да су САД одвојене од Црвене армије са два океане за разлику од кратке копнене границе, био неосетљив за народ Немачке и других земаља. Штавише, сећање на Други светски рат је још увек било снажно и многи Немци нису могли да забораве разарања и масовна силовања која су починиле совјетске трупе у последњим данима тог сукоба. Овом ставу су допринели коментари Реганове администрације да рат између НАТО-а и Варшавског пакта не би нужно резултирао употребом нуклеарног оружја.
Андроповово здравље је нагло опадало током напетог лета и јесени 1983. и постао је први совјетски лидер који је тог новембра пропустио прославу годишњице револуције 1917. године. Умро је у фебруару 1984. од отказивања бубрега након што је неколико месеци нестао из вида јавности. Његово најзначајније наслеђе у Совјетском Савезу било је његово откриће и промоција Михаила Горбачова. Почевши од 1978. године, Горбачов је напредовао за две године кроз хијерархију Кремља до пуноправног чланства у Политбироу. Његове одговорности за именовање особља омогућиле су му да успостави контакте и подели услуге неопходне за будућу кандидатуру за генералног секретара. У овом тренутку западни стручњаци су веровали да Андропов припрема Горбачова за свог наследника. Међутим, иако је Горбачов био заменик генералног секретара све време Андроповове болести, Горбачовљево време још није дошло када је његов покровитељ умро рано 1984.
Са пуних седамдесети једну годину, Константин Черненко је био лошег здравља, патио је од емфизема и није могао да игра активну улогу у креирању политике када је изабран, након дуге расправе, да наследи Андропова. Али Черненково кратко време на функцији јесте донело неке значајне промене у политици. Кадровске промене и истраге о корупцији предузете под Андроповљевим туторством су приведене крају. Черненко се залагао за већа улагања у робу и услуге широке потрошње и у пољопривреду. Такође је позвао на смањење микроменаџмента КПСС економијом и већу пажњу јавности. Међутим, појачана је и репресија КГБ-а над совјетским дисидентима. У фебруару 1983. совјетски представници су се повукли из Светске психијатријске организације у знак протеста због сталних притужби те групе на употребу психијатрије за сузбијање неслагања. Ова политика је подвучена у јуну када је Владимир Данчев, емитер Радио Москве, назвао совјетске трупе у Авганистану „окупаторима“ док је водио емисије на енглеском језику. Након што је одбио да повуче ову изјаву, послат је у менталну установу на неколико месеци. Валериј Сендеров, вођа незваничног синдиката професионалних радника, осуђен је почетком године на седам година у радном логору јер је говорио о дискриминацији Јевреја у образовању и професијама.
Иако је Черненко позивао на поновни детант са Западом, током његове владавине постигнут је мали напредак ка затварању раскола у односима између Истока и Запада. Совјетски Савез је бојкотовао Летње олимпијске игре 1984. у Лос Анђелесу, осветивши се због бојкота Летњих олимпијских игара 1980. у Москви предвођених Сједињеним Америчким Државама. У септембру 1984. године. Совјетски Савез је такође спречио посету источнонемачког лидера Ериха Хонекера Западној Немачкој. Борбе у Авганистанској Демократској Републици такође су се интензивирале, али су се у касну јесен 1984. Сједињене Државе и Совјетски Савез сложили да наставе преговоре о контроли наоружања почетком 1985. године.

## Успон Горбачова
Поред посрнуле економије, продужени рат у Авганистану, који се често назива "ратом у Вијетнаму" Совјетског Савеза, довео је до повећаног незадовољства јавности комунистичким режимом. Такође, катастрофа у Чернобилу 1986. године додала је покретачку снагу Горбачовљевој гласности и реформама перестројке, које су на крају измакле контроли и изазвале колапс совјетског система.

## Збацивање старе гарде
После година стагнације, почело је да се појављује „ново мишљење“ млађег комунистичког апаратчика. Након смрти смртно болесног Константина Черненка, Политбиро је изабрао Михаила Горбачова на место генералног секретара Комунистичке партије Совјетског Савеза (КПСС) у марту 1985. Са 54 године, Горбачов је био најмлађа особа од Јосифа Стаљина која је постала генерални секретар и први шеф државе у земљи рођен као совјетски грађанин уместо поданика цара. Током своје званичне потврде 11. марта, министар иностраних послова Андреј Громико говорио је о томе како је нови совјетски лидер заменио Черненка на месту Секретаријата КЗ, и похвалио његову интелигенцију и флексибилне, прагматичне идеје уместо крутог придржавања партијске идеологије. Горбачову је помогао недостатак озбиљне конкуренције у Политбироу. Одмах је почео да поставља млађе људе своје генерације на важне партијске функције, укључујући Николаја Рижкова, секретара за економију, Виктора Чербрикова, шефа КГБ-а, министра спољних послова Едуарда Шеварнадзеа (заменивши 75-годишњег Громика), секретара за одбрамбену индустрију Лев Заиков и секретар за грађевинарство Борис Јељцин. Из Политбироа и секретаријата је уклоњен Григориј Романов, који је био Горбачовљев најзначајнији ривал за позицију генералног секретара. Громиково смењивање са места министра спољних послова била је најнеочекиванија промена с обзиром на његове деценије непоколебљиве, верне службе у поређењу са непознатим, неискусним Шеварнадзеом.
Још предвидљивије, 80-годишњег Николаја Тихонова, председавајућег Савета министара, наследио је Николај Ришков, а Василија Кузњецова, вршиоца дужности председника Президијума Врховног совјета, наследио је Андреј Громико, бивши министар иностраних послова.
Даље у ланцу управе, до 40% првих секретара области (покрајина) је замењено млађим, образованијим и компетентнијим мушкарцима. Одбрамбени естаблишмент је такође темељно промењен са смењеним командантима свих 16 војних округа, као и свим позориштима војних операција, као и три совјетске флоте. Од Другог светског рата совјетска војска није имала тако брзу смену официра. Шездесетосмогодишњи маршал Николај Огарков је у потпуности рехабилитован након што је пао у немилост 1983–84. због његовог руковања обарањем КАЛ 007, а његове идеје о побољшању совјетских стратешких и тактичких доктрина постале су званични део одбрамбене политике., иако се неке од његових других амбиција, попут развоја војске у мању, чвршћу силу засновану на напредној технологији, за сада нису сматрале изводљивим. Многи, али не сви, млађи војни официри постављени током 1985. године били су Огарковови штићеници.
Горбачов је одлично почео током својих првих месеци на власти. Пројектовао је имиџ младости и динамике у поређењу са својим старијим претходницима и често се шетао улицама великих градова одговарајући на питања обичних грађана. Постао је први вођа који је лично разговарао са совјетским народом. Када је држао јавне говоре, јасно је дао до знања да је заинтересован за конструктивну размену идеја уместо да само рецитује дугачке флоскуле о изврсности совјетског система. Такође је искрено говорио о запуштености и дотрајалости совјетског друштва последњих година, окривљујући злоупотребу алкохола, лошу дисциплину на радном месту и друге факторе за ове ситуације. Алкохол је био посебна мука Горбачова, посебно зато што он сам није пио, а један од својих главних циљева политике поставио је да ограничи његову конзумацију.

### Спољна политика
У спољнополитичком смислу, најважнија, односи са Сједињеним Државама, остали су немирни све до 1985. године. У октобру је Горбачов први пут посетио некомунистичку земљу када је отпутовао у Француску и био је топло примљен. Модно освешћени Французи такође су били опчињени његовом супругом Раисом, а политички стручњаци су веровали да ће релативно млади совјетски лидер имати Пи-ар предност у односу на председника Регана, који је био 20 година старији од њега.
Реган и Горбачов састали су се први пут у Женеви у новембру. Три недеље које су претходиле самиту обележила је невиђена совјетска медијска кампања против Стратешке одбрамбене иницијативе (СДИ), која је искористила противљење програму у земљи у САД. Када се то коначно догодило, две вође суперсиле успоставиле су чврст однос који је слутио добром за будућност упркос Регановом одбијању да направи компромис око напуштања СДИ. У заједничком саопштењу обе стране наводи се да су се сложиле да нуклеарни рат не може добити ниједна страна и да се никада не сме дозволити да се догоди. Такође је договорено да Реган и Горбачов одрже још два самита 1986-87.
Џими Картер је одлучно окончао политику детанта тако што је финансијски помогао покрет муџахедина у суседном социјалистичком Авганистану, што је послужило као изговор за совјетску интервенцију у Авганистану шест месеци касније, са циљем да подржи авганистанску владу, коју контролише Народно-демократска партија Авганистана. Тензије између суперсила су се повећале за то време, када је Картер увео трговински ембарго Совјетском Савезу и изјавио да је совјетска инвазија на Авганистан „најозбиљнија претња миру од Другог светског рата“.

### Економија
Тензије између Истока и Запада су порасле током првог мандата америчког председника Роналда Регана (1981–85), достижући нивое који нису виђени од кубанске ракетне кризе пошто је Реган повећао америчку војну потрошњу на 7% БДП-а. Да би се поклопио са војном нагомилавањем, Совјетски Савез је повећао сопствену војну потрошњу на 27% свог БДП-а и замрзнуо производњу цивилне робе на нивоу из 1980. године, што је изазвало оштар економски пад у ионако пропалој совјетској економији.
САД су финансирале обуку за ратне вође муџахедина, што је на крају кулминирало падом совјетског сателита, Демократске Републике Авганистан. Док су ЦИА и МИ6 и Народноослободилачка армија Кине финансирале операцију заједно са пакистанском владом против Совјетског Савеза, је на крају Совјетски Савез почео да тражи пут за повлачење и 1988. потписан је Женевски споразум између комунистичког Авганистана и Исламска Република Пакистан ; под условима да се совјетске трупе повуку. Када је повлачење завршено, пакистанска ИСИ је наставила да подржава муџахедине против комунистичке владе и до 1992. влада је пала. Амерички председник Реган је такође активно ометао способност Совјетског Савеза да продаје природни гас Европи, док је истовремено активно радио на одржавању ниских цена гаса, што је одржавало ниску цену совјетске нафте и додатно смањивало кванитет прилива страног капитала у Совјетски Савез. Ова „дугорочна стратешка офанзива“, која је „у супротности са суштински реактивном и одбрамбеном стратегијом „ обуздавања “, убрзала је пад Совјетског Савеза охрабрујући га да претерано прошири своју економску базу. Претпоставку да су специјалне операције ЦИА у Саудијској Арабији утицале на цене совјетске нафте оповргнуо је Маршал Голдман — један од водећих стручњака за економију Совјетског Савеза — у својој најновијој књизи. Он је истакао да су Саудијци смањили производњу нафте 1985. године (достигла је 16-годишњи минимум), док је врхунац производње нафте достигао 1980. године. Повећали су производњу нафте 1986. године, смањили је 1987. са накнадним повећањем 1988. године, али не на нивое из 1980. године када је производња достигла највиши ниво. Прави пораст догодио се 1990. године, када је Хладни рат био скоро завршен. У својој књизи је питао зашто, ако је Саудијска Арабија имала такав утицај на совјетске цене нафте, цене нису пале 1980. године када је производња нафте у Саудијској Арабији достигла највиши ниво — три пута више него средином осамдесетих — и зашто су Саудијци чекали до 1990. да повећају своју производњу, пет година након наводне ЦИА интервенције? Зашто се тада Совјетски Савез није распао 1980. године?
До тренутка када је Горбачов започео процес који би довео до распада совјетске административне командне економије кроз његове програме ускореније (убрзавања економског развоја) и перестројке (политичко и економско реструктурирање) објављене 1986. године, совјетска привреда је патила од како скривена инфлација, тако и свеприсутне несташице понуде које су погоршане све отворенијим црним тржиштем које је подрило званичну економију. Поред тога, трошкови статуса суперсиле – војска, свемирски програм, субвенције државама клијентима – били су несразмерни совјетској економији. Нови талас индустријализације заснован на информационој технологији оставио је Совјетски Савез да очајнички тражи западну технологију и кредите како би се супротставио растућој заосталости.

### Реформе
Закон о задругама усвојен у мају 1988. био је можда најрадикалнија од економских реформи у раном делу ере Горбачова. По први пут од Нове економске политике Владимира Лењина, закон је дозволио приватно власништво над предузећима у сектору услуга, производње и спољне трговине. Према овој одредби, задружни ресторани, продавнице и произвођачи постали су део совјетске сцене.
Гласност је резултирала већом слободом говора, а штампа је постала далеко мање контролисана. Ослобођене су и хиљаде политичких затвореника и многи дисиденти. Совјетске друштвене науке су постале слободне да истражују и објављују многе теме које су раније биле забрањене, укључујући спровођење истраживања јавног мњења. Отворен је Свесавезни центар за истраживање јавног мњења (ВЦИОМ) — најистакнутија од неколико организација за истраживање јавног мњења које су тада покренуте. Државни архиви постали су доступнији, а неке друштвене статистике које су биле чуване у тајности постале су отворене за истраживање и објављивање о осетљивим темама као што су разлике у приходима, криминал, самоубиства, абортуси и смртност новорођенчади. У оквиру новоформираног Института за социо-економска проучавања људске популације отворен је први центар за родне студије.
У јануару 1987. Горбачов је позвао на демократизацију: уношење демократских елемената као што су избори са више кандидата у совјетски политички процес. На конференцији 1987. коју је сазвао совјетски економиста и саветник Горбачова Леонид Абалкин, закључено је: „Дубоке трансформације у управљању економијом не могу се остварити без одговарајућих промена у политичком систему.
У јуну 1988. године, на Деветнаестој партијској конференцији КПСС, Горбачов је покренуо радикалне реформе које су имале за циљ смањење партијске контроле над државним апаратом. Врховни совјет је 1. децембра 1988. измијенио совјетски устав како би омогућио оснивање Конгреса народних посланика као новог врховног законодавног тијела Совјетског Савеза.
Избори за нови Конгрес народних посланика одржани су широм СССР-а у марту и априлу 1989. године. Горбачов, као генерални секретар Комунистичке партије, могао би сваког тренутка бити приморан да поднесе оставку ако комунистичка елита постане незадовољна њиме. Да би наставио са реформама којима се противила већина комунистичке партије, Горбачов је имао за циљ да консолидује власт на новој позицији, председника Совјетског Савеза, која је била независна од КПСС и совјета (савета) и чији је носилац могао бити опозван само у случају директног кршења закона. Горбачов је 15. марта 1990. изабран за првог извршног председника. Истовремено је промењен члан 6 устава како би се КПСС лишио монопола на политичку власт.

### Ненамерне последице
Горбачовљеви напори да рационализује комунистички систем обећавали су, али су се на крају показали неконтролисаним и резултирали су низом догађаја који су се на крају завршили распадом Совјетског Савеза. Првобитно замишљене као оруђе за јачање совјетске економије, политика перестројке и гласности убрзо је довела до нежељених последица.
Опуштање под гласношћу довело је до тога да је Комунистичка партија изгубила апсолутну контролу над медијима. Убрзо, и на велику срамоту власти, медији су почели да откривају озбиљне друштвене и економске проблеме које је совјетска влада дуго порицала и активно скривала. Проблеми којима се посвећује већа пажња укључивали су лоше становање, алкохолизам, злоупотребу дрога, загађење, застареле фабрике из Стаљиновог доба и корупцију ситних до великих размера, што су званични медији игнорисали. Медијски извештаји су такође разоткрили злочине које су починили Јосиф Стаљин и совјетски режим, као што су гулаги, његов споразум са Адолфом Хитлером и Велика чистка, које су званични медији игнорисали. Штавише, рат који је у току у Авганистану и погрешно руковање катастрофом у Чернобилу 1986. додатно су нарушили кредибилитет совјетске владе у време када је незадовољство расло.
Све у свему, позитиван поглед на совјетски живот који су званични медији дуго представљали јавности је брзо бледео, а негативни аспекти живота у Совјетском Савезу су доведени у центар пажње. Ово је поткопало веру јавности у совјетски систем и нагризло базу друштвене моћи Комунистичке партије, угрожавајући идентитет и интегритет самог Совјетског Савеза.
Разбијање међу чланицама Варшавског пакта и нестабилност његових западних савезника, на које је први пут указао успон Леха Валенсе на чело синдиката Солидарност 1980. године, убрзали су се, остављајући Совјетски Савез немогућим да зависи од својих источноевропских сателитских држава за заштиту као тампон зона. До 1989. године, пратећи своју доктрину „новог политичког мишљења“, Горбачов је одбацио доктрину Брежњева у корист немешања у унутрашње ствари својих савезника из Варшавског пакта („доктрина Синатра“). Постепено, свака од земаља Варшавског пакта доживјела је пад својих комунистичких влада на народним изборима и, у случају Румуније, до насилног устанка . До 1990. године, владе Бугарске, Чехословачке, Источне Немачке, Мађарске, Пољске и Румуније, које су све биле наметнуте после Другог светског рата, срушене су док су револуције захватиле источну Европу.
Совјетски Савез је такође почео да доживљава преокрет јер су политичке последице гласности одјекнуле широм земље. Упркос напорима да се обузда, преокрет у источној Европи се неизбежно проширио на националности унутар СССР-а. На изборима за регионалне скупштине конститутивних република Совјетског Савеза, националисти као и радикални реформатори помели су одбор. Како је Горбачов ослабио систем унутрашње политичке репресије, способност централне московске владе СССР-а да наметне своју вољу републикама у саставу СССР-а била је у великој мери поткопана. Масовни мирни протести у балтичким републикама, као што су Балтички пут и Певајућа револуција, привукли су међународну пажњу и подстакли покрете за независност у разним другим регионима.
Успон национализма под слободом говора убрзо је поново пробудио узавреле етничке тензије у разним совјетским републикама, додатно дискредитујући идеал уједињеног совјетског народа. Један случај догодио се у фебруару 1988. године, када је влада у Нагорно-Карабаху, претежно етничком јерменском региону у Азербејџанској ССР, донела резолуцију којом се позива на уједињење са Јерменском ССР. На совјетској телевизији извештавано је о насиљу над локалним Азербејџанима, што је изазвало масакре над Јерменима у азербејџанском граду Сумгаит.
Подстакнуто либерализованом атмосфером гласности, незадовољство јавности економским условима било је много отвореније него икада раније у совјетском периоду. Иако се перестројка сматрала смелом у контексту совјетске историје, Горбачовљеви покушаји економских реформи нису били довољно радикални да поново покрену хронично спору економију земље крајем 1980-их. Реформе су донеле одређене кораке у децентрализацији, али су Горбачов и његов тим оставили нетакнутим већину основних елемената стаљинистичког система, укључујући контролу цена, неконвертибилност рубље, искључење приватног власништва и монопол владе над већином средстава за производњу.
Вредност свих производа широке потрошње произведених 1990. године у малопродајним ценама износила је око 459 милијарди рубаља (2,1 билион долара). Ипак, совјетска влада је изгубила контролу над економским условима. Државна потрошња је нагло порасла јер је све већи број непрофитабилних предузећа захтевао подршку државе и субвенције потрошачких цена да се наставе. Порески приходи су опали пошто су републичке и локалне самоуправе задржале пореске приходе централној влади под растућим духом регионалне аутономије. Кампања против алкохола смањила је и пореске приходе, који су 1982. године чинили око 12% свих државних прихода. Укидање централне контроле над одлукама о производњи, посебно у сектору робе широке потрошње, довело је до слома традиционалних односа добављач-произвођач без доприноса формирању нових. Тако је, уместо рационализације система, Горбачовљева децентрализација изазвала нова уска грла у производњи.

## Распад СССР-а
Распад Совјетског Савеза је био процес систематске дезинтеграције, који се десио у економији, друштвеној структури и политичкој структури. То је резултирало укидањем совјетске савезне владе („центар Уније“) и независности република СССР-а 26. децембра 1991. године. Процес је био узрокован слабљењем совјетске владе, што је довело до распада и који се одвијао отприлике од 19. јануара 1990. до 26. децембра 1991. Процес је окарактерисан тиме што су многе републике Совјетског Савеза прогласиле своју независност и биле признате као суверене националне државе.

## Постсовјетско реструктурирање
За реструктурирање совјетског административног командног система и спровођење транзиције на тржишну економију, Јељцинов шок програм је примењен неколико дана након распада Совјетског Савеза. Субвенције фармама и индустријама које губе новац су смањене, контроле цена су укинуте, а рубља се померила ка конвертибилности. Створене су нове могућности за Јељцинов круг и друге предузетнике да заплене бившу државну имовину, реструктурирајући тако стару државну привреду у року од неколико месеци.
Након што су добили власт, огромна већина „идеалистичких“ реформатора стекла је огромну државну имовину користећи своје позиције у влади и постали пословни олигарси на начин који је изгледао супротан демократији у настајању. Постојеће институције су упадљиво напуштене пре успостављања нових правних структура тржишне економије, као што су оне које управљају приватном својином, надгледају финансијска тржишта и намећу порезе.
Тржишни економисти су веровали да би демонтажа административног командног система у Русији довела до подизања БДП-а и животног стандарда ефикаснијом расподелом ресурса. Такође су мислили да ће колапс створити нове могућности производње елиминацијом централног планирања, заменом децентрализованог тржишног система, елиминисањем огромних макроекономских и структурних дисторзија кроз либерализацију и пружањем подстицаја кроз приватизацију.
Од распада СССР-а, Русија се суочила са многим проблемима које заговорници слободног тржишта 1992. нису очекивали. Између осталог, 25% становништва живело је испод границе сиромаштва, очекивани животни век је пао, наталитет је био низак, а БДП је преполовљен. Дошло је до наглог повећања економске неједнакости између 1988/1989 и 1993/1995, са Гинијевим коефицијентом који се повећао у просеку за 9 поена за све бивше социјалистичке земље. Ови проблеми су довели до низа криза током 1990-их, што је умало довело до избора Јељциновог комунистичког изазивача, Генадија Зјуганова, на председничким изборима 1996. године. У новом миленијуму, привреда Русије је почела да се значајно побољшава, због великих инвестиција и развоја пословања, али и због високих цена природних ресурса.

## Историографија
Према Борису Н. Миронову, до 2020. године руски научници су произвели преко 300 књига, 3000 чланака и 20 дисертација покушавајући да објасне колапс. Заузета су два приступа. Први је да погледамо краткорочно, 1985-1991, наглашавајући личности, спољних узрока и грешака у политици. Други се бави дугорочним економским, политичким, културним и друштвеним структурама.